# Agnete Carlsen
Agnete Synnøve Carlsen (Moss, 15 gennaio 1971) è un'ex calciatrice norvegese, di ruolo centrocampista. Con la nazionale femminile norvegese, Carlsen ha vinto la Coppa del mondo femminile FIFA 1995 e una medaglia di bronzo olimpica nel 1996. A livello di club, Carlsen ha giocato per lo Sprint-Jeløy in Norvegia, poi è entrata a far parte della squadra giapponese della Nadeshiko League, Nikko Securities Dream Ladies con un contratto da professionista.

## Carriera

### Nazionale
Carlsen ha fatto il suo debutto con la nazionale della Norvegia al Campionato mondiale femminile di calcio, organizzato in Cina nel giugno 1988, nella partita in cui la squadra norvegese è stata sconfitta per 2-1 dal Brasile. Carlsen ha segnato il suo primo gol alla seconda presenza in nazionale, una vittoria per 3-0 sui Paesi Bassi a Rijsoord.
Nel luglio 1989 Carlsen ha giocato con la nazionale norvegese battuta per 4-1 dalla Germania Ovest nella finale della campionato europeo, giocata a Osnabrück davanti a 22 000 tifosi. Due anni dopo, ha partecipato di nuovo al campionato europeo e la Norvegia di Carlsen ha perso nuovamente la finale contro la squadra tedesca, questa volta per 3-1. Sempre nel 1991, la Norvegia ha raggiunto la finale della prima Coppa del mondo femminile FIFA, tenutasi in Cina a novembre. La squadra norvegese ha perso per 2-1 contro gli Stati Uniti: dopo il gol della vittoria realizzato da Michelle Akers davanti a 63 000 spettatori allo stadio Tianhe di Guangzhou.
La prima medaglia da vincitrice con la nazionale è arrivata nella finale del Campionato femminile UEFA 1993, quando la Norvegia ha battuto l'Italia per 1-0. Carlsen ha fatto parte anche della squadra che ha vinto la Coppa del Mondo femminile FIFA 1995 in Svezia, ma durante il torneo, la sua partecipazione è stata limitata a sole due presenze da sostituta.
All'inaugurazione del torneo olimpico di calcio femminile alle Olimpiadi di Atlanta del 1996, Carlsen è stata espulsa nella semifinale, quando la  Norvegia ha perso 2-1 contro gli Stati Uniti. La sospensione le ha impedito di disputare la partita per la medaglia di bronzo, dove la Norvegia ha sconfitto il Brasile per 2-0. Carlsen ha giocato successivamente in Norvegia nel Campionato femminile UEFA 1997, poi si è ritirata dal calcio internazionale per concentrarsi sulla sua carriera professionistica in Giappone. Ha registrato 97 presenze in nazionale, segnando 17 gol.

## Palmarès

### Nazionale
- Campionato d'Europa: 1

1993
- Campionato mondiale: 1

1995
- Bronzo olimpico: 1

Atlanta 1996